# Chmielewo Małe
Chmielewo Małe [xmjɛˈlɛvɔ ˈmawɛ] est un village polonais de la gmina de Wieczfnia Kościelna dans le powiat de Mława et dans la voïvodie de Mazovie. Il se situe à environ 6 kilomètres à l'est de Wieczfnia Kościelna, à 17 kilomètres au nord-est de Mława et à 114 kilomètres au nord de Varsovie.
Le village compte approximativement 50 habitants.